# Convento di Giaccherino
La chiesa di San Francesco e il convento di San Francesco a Giaccherino sono un complesso architettonico pistoiese, posto su un'altura a ovest di Pistoia che domina tutta la piana da Serravalle a Firenze.

## Storia

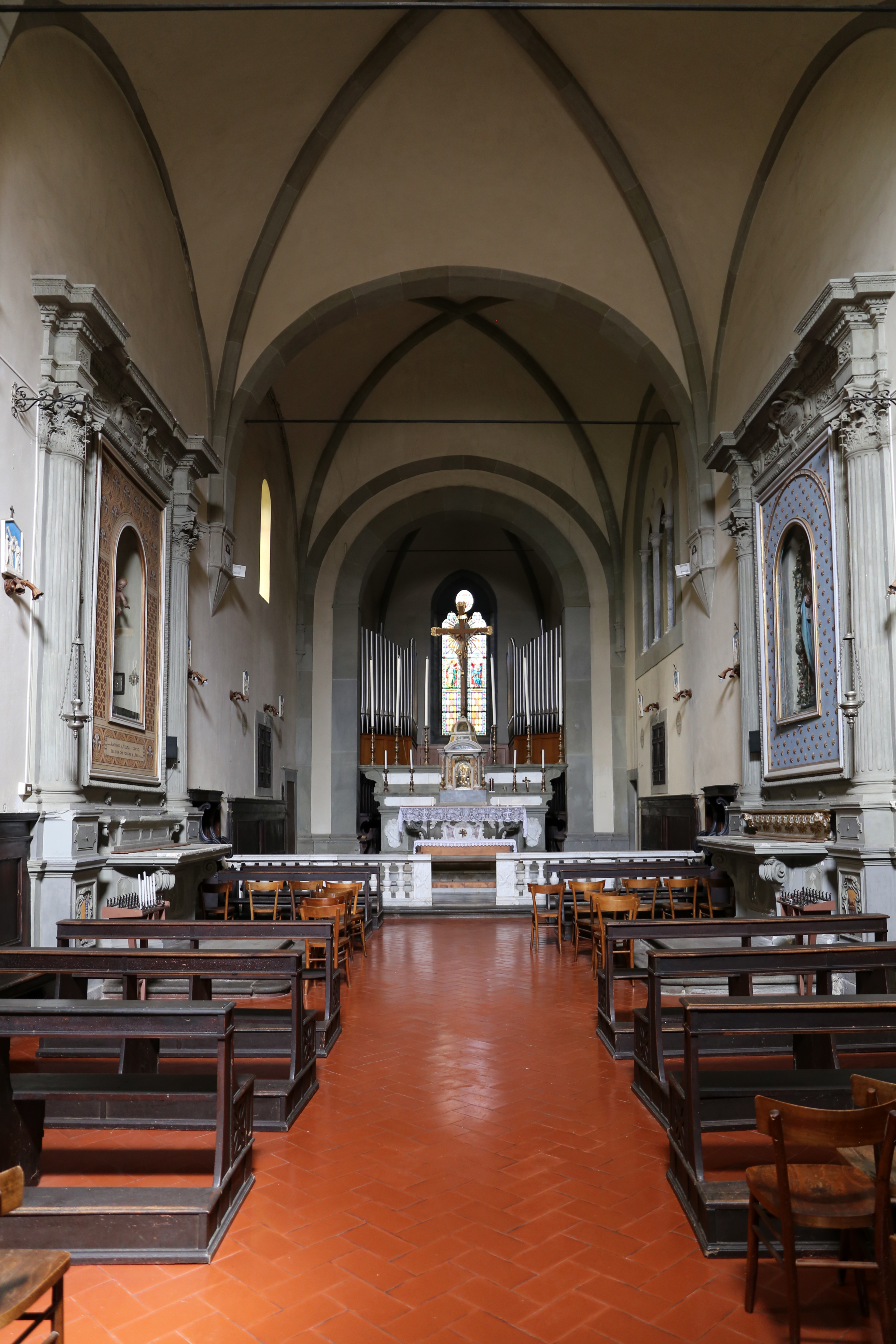
L'interno della chiesa

La sua fondazione risale al 1414, per iniziativa del nobile pistoiese Gabriello Panciatichi, che per ripagare i peccati di usura della sua attività di banchiere, voleva instaurare una comunità di frati francescani dell'osservanza che furono detti "del Crocifisso" o "francescani alti" per distinguerli da quelli "dell'Assunta" o "francescani bassi" del vicino convento di Vicofaro. Il convento era originariamente detto "del Monte Lucense" (cioè del monte che separa da Lucca), e prese poi il nome con cui è noto forse da un oste, tale Cecchino o Ceccherino, che teneva una locanda all'imbocco della ripida strada che lo raggiunge.
Inizialmente il complesso comprendeva una piccola chiesa, due chiostri (uno per i frati e uno per i novizi), le celle, un refettorio, una cucina e un'infermeria. Alle origini risalivano le opere d'arte come l'Annunciazione e la Madonna col Bambino di Mariotto di Nardo e una tavola di Rossello di Jacopo Franchi, opere oggi al Museo civico di Pistoia. 
Nei secoli fu ampliato e decorato, facendone uno dei più significativi complessi francescani della Toscana. Fu dotato di una notevole biblioteca quando divenne luogo di studi teologici per chierici, nonché sede frequente delle riunioni dei Capitoli provinciali. Numerosi erano i codici miniati delle migliori botteghe pistoiesi e fiorentine, tra cui uno miniato da Benozzo Gozzoli nella seconda metà del Quattrocento. I volumi arrivarono ad essere 4400, e furono protetti da una bolla pontificia di Paolo V. 

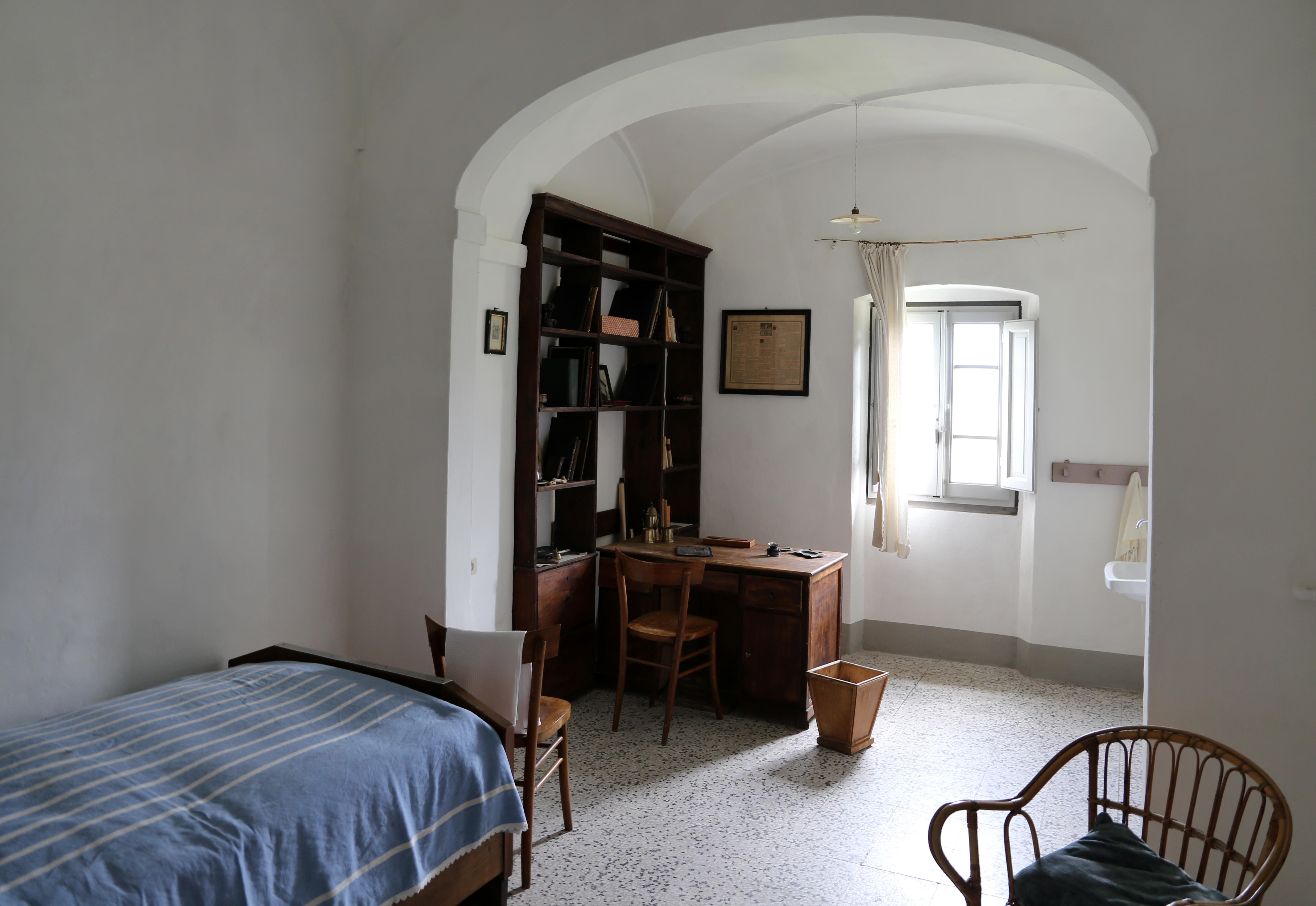
Una cella

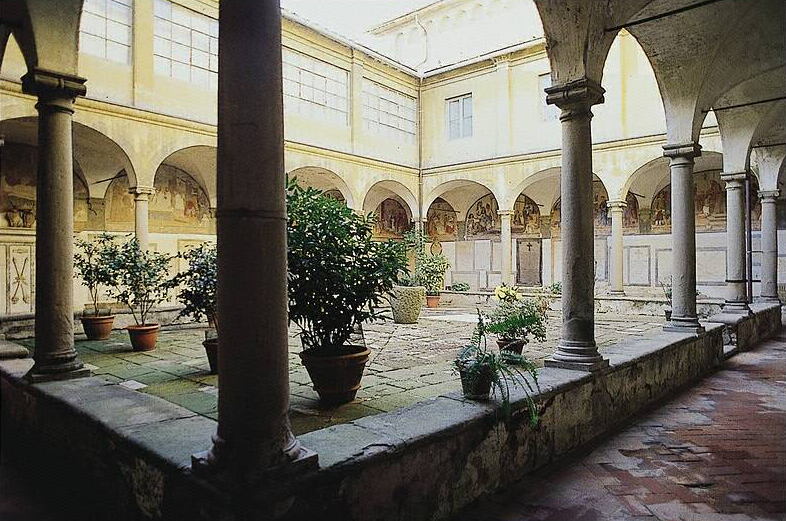
Il chiostro maggiore

Vi si fermarono ospiti illustri dell'Ordine, da Bologna, Pisa, Firenze e Roma, e i suoi frati erano rinomati per la cultura, tanto che in due occasioni ricoprirono l'incarico di confessori ufficiali della corte granducale: con padre Jacopo Peri (per Cosimo II nel 1615) e con padre Paolo da Virgoletta (per Ferdinando II dal 1649). 
Dal Concilio di Trento fino alla metà del XVII secolo si ebbero importanti lavori di ammodernamento, che si conclusero con la decorazione delle lunette dei due chiostri. La chiesa venne ampliata e dotata di un campanile più alto (1595).
In seguito alle soppressioni del 1810 e del 1866 le opere d'arte furono trasferite al Museo civico dove si trovano tuttora (tra queste un'Ultima cena di Alessio Gimignani). Il patrimonio librario finì invece alla biblioteca Forteguerriana.
Dal 2005 il convento è stato ceduto alla Società Rinascimento di Pistoia, che lo ha restaurato e destinato a location per eventi e cerimonie. Il 13 gennaio 2024, durante una cerimonia, ha causato il crollo di un solaio, tra il salone del primo piano e il refettorio, circa 30 persone ferite. A tuttora la struttura è sotto sequestro giudiziario.

## Descrizione
L'accesso al complesso avviene da ovest, dove arriva la strada e si apre un giardino all'italiana, con grandi cedri del Libano e palme nane, circondato da due loggiati. Un atrio porta da un lato al refettorio (decorato da un'Ultima Cena di fine Cinquecento-inizio Seicento), dall'altro alle cucine, e al centro al chiostro minore, o del pozzo. 
Le lunette con le Storie di sant'Antonio furono affrescate da Luigi Cappelli, Giovanni Mannozzi e da Giovanni Domenico Ferrucci.

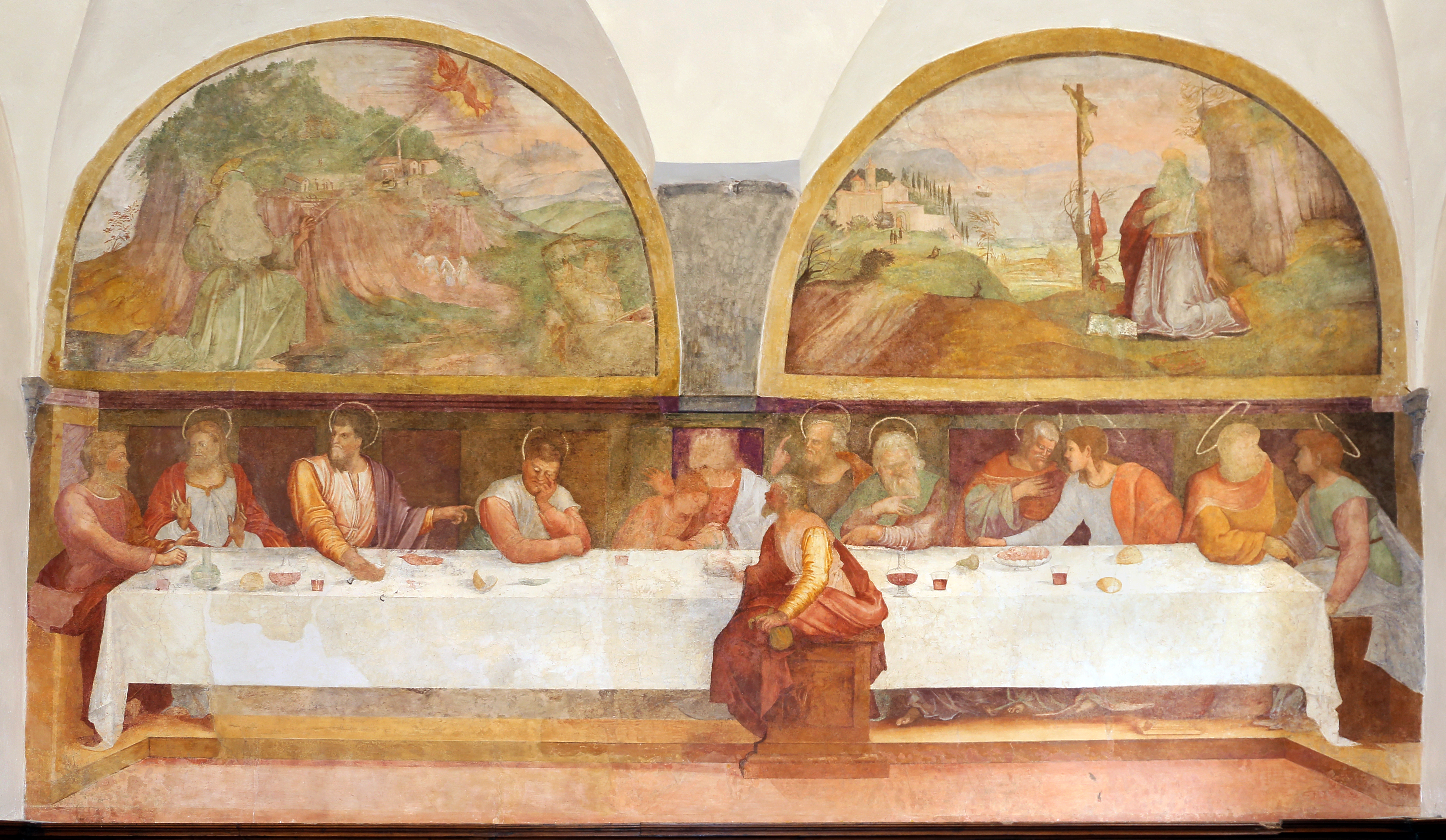
L'Ultima cena nel refettorio

Il chiostro maggiore, o dei morti, fu un tempo luogo di sepoltura delle famiglie nobili pistoiesi, per questo dichiarato Sepolcreto municipale privilegiato. Tra i monumenti restanti, per lo più ottocenteschi e del primo Novecento, spicca quello della poetessa inglese Louisa Grace Bartolini. Le lunette, dei pittori pistoiesi Alessio Gemignani e Francesco di Alessandro Leoncini, risalgono al 1641-1643 e rappresentano le Storie di san Francesco. 
Alcuni corridoi conducono alla biblioteca e alle celle dei frati, sia al piano terra che al primo piano. Nel livello superiore si trova anche un grande salone che venne realizzato nell'Ottocento quando il complesso ospitò il Seminario maggiore per la formazione dei futuri frati, ed era originariamente un dormitorio comune separato in tre vani. 
Dal chiostro grande i frati accedevano anche alla chiesa di San Francesco, il cui impianto attuale risale alla seconda metà del Cinquecento. A navata unica e con presbiterio rialzato, conserva un coro ligneo e un altare maggiore del XVIII secolo, in marmi policromi. La sagrestia ha mobili in noce del XVII secolo. 
Dal primo piano si poteva accedere alla cappella di San Pierino, che attraverso un finestrone si affaccia in chiesa, come un matroneo per gli ospiti più illustri. In questa cappella si conservano ancora le reliquie dei santi Giuseppino Giraldi (già in una nicchia presso la porta d'ingresso della chiesa) e Pierino.
All'esterno si trova una via Crucis che si addentra in un uliveto già appartenuto ai frati.